# 1105
1105 (MCV) a fost un an obișnuit al calendarului iulian.

## Evenimente
- 5 ianuarie: Odată cu moartea sultanului Barkyaruq, războiul fratricid dintre conducătorii selgiucizi se încheie; Mohammed ibn Malikshah (Muhammed I) devine singurul stăpân în Irak, Siria și Persia apuseană.
- 27 august: A treia bătălie de la Ramla: Regele Balduin I al Ierusalimului respinge o ofensivă a fatimizilor, sprijinită de atabegul de Damasc.
- 28 septembrie: Roger al II-lea împlinește vârsta legală și devine conte de sine stătător al Siciliei.
- 18 noiembrie: Cu sprijinul lui Henric al V-lea, Silvestru al IV-lea este înscăunat ca antipapă, contestându-l pe papa Pascal al II-lea.
- 31 decembrie: Depus de către fiul său, Henric, care devine Henric al V-lea, în cadrul dietei de la Mainz, împăratul Henric al IV-lea abdică la Ingelheim.

### Nedatate
- Emirul almoravid Yusuf ibn Tashfin trimite o expediție navală din Sevilla către Palestina pentru a-i izgoni pe cruciați și probabil pentru a elibera Ierusalimul; flota, de circa 70 de vase, este surprinsă de o furtună în Mediterana și nu se mai află nimic de soarta ei.
- Orașul italian Pistoia devine comună autonomă.
- Penitența regelui Filip I al Franței la Saint-Germain-des-Pres.
- Regatul Tamna din Coreea este anexat de către statul Goryeo.
- Regele Henric I Beauclerc al Angliei sptijină pe baronii normanzi revoltați împotriva ducelui Robert I Courteheuse, după care debarcă el însuși la Barfleur, lansând o expediție în zona Bessin și punând Bayeux sub asediu și incendiindu-l.
- Regele Koloman atașează Dalmația (aflată în zona de influență a Veneției) la coroana regală a Ungariei.

## Arte, științe, literatură și filozofie
- Este fondată abația de Forest, lângă Bruxelles.

## Înscăunări
- 5 ianuarie: Muhammed I, sultan selgiucid (1105-1118).
- 28 septembrie: Roger al II-lea, conte de Sicilia.
- 18 noiembrie: Silvestru al IV-lea, antipapă.
- 31 decembrie: Henric al V-lea, rege romano-german (1105-1125).
- Filip, rege al Suediei (1105-1110)
- Wladyslaw al II-lea, rege al Poloniei (1105-1159).

## Nașteri
- 1 martie: Alfonso al VII-lea al Leonului și Castiliei (d. 1157)
- Garcia al IV-lea, rege al Navarrei (d. 1150)
- Ibn Tufail, scriitor, filosof și om de stat arab din Andalusia (d. 1185)

## Decese
- 5 ianuarie: Barkyaruq, sultan selgiucid (n. ?)
- 28 februarie: Raymond al IV-lea, conte de Toulouse și de Tripoli (n.c. 1052)
- 13 iulie: Rashi de Troyes (sau de Champagne), comentator evreu al Talmudului (n. 1040)
- 21 iulie: Frederic I, duce de Suabia (n. ?)
- 28 septembrie: Simon, conte de Sicilia (n. 1093)
- Daibert de Pisa, patriarh latin de Ierusalim (n. ?)
- Huang Tingjian, caligraf, pictor și poet chinez (n. 1045)
- Inge (Ingold) "cel Bătrân", rege al Suediei (n. ?)